# Poczesna koło Częstochowy
Poczesna koło Częstochowy este o arie protejată (sit de importanță comunitară — SCI) din Polonia întinsă pe o suprafață de 39,17 ha, integral pe uscat.

## Localizare
Centrul sitului Poczesna koło Częstochowy este situat la coordonatele 50°43′03″N 19°06′56″E / 50.7176°N 19.1156°E.

## Înființare
Situl Poczesna koło Częstochowy a fost declarat sit de importanță comunitară în octombrie 2009 pentru a proteja un număr necunoscut de specii din flora spontană și fauna sălbatică aflate în arealul zonei.

## Biodiversitate
Situată în ecoregiunea continentală, aria protejată conține 2 habitate naturale: Pajiști cu Molinia pe soluri calcaroase, turboase sau argilos-nămoloase (Molinion caeruleae), Fânețe de joasă altitudine (Alopecurus pratensis, Sanguisorba officinalis).
La baza desemnării sitului se află un număr nedeclarat de specii protejate.